# Бедеро-Валькувія
Бедеро-Валькувія (італ. Bedero Valcuvia) — муніципалітет в Італії, у регіоні Ломбардія,  провінція Варезе.
Бедеро-Валькувія розташоване на відстані близько 540 км на північний захід від Рима, 60 км на північний захід від Мілана, 12 км на північ від Варезе.
Населення — 667 осіб (2014).
Щорічний фестиваль відбувається 13 січня. Покровитель — Sant' Ilario.

## Демографія
Населення за роками:

Станом на 1 січня 2023 року в муніципалітеті офіційно проживало 50 іноземців з 13 країн, серед них 16 громадян країн Євросоюзу.

## Сусідні муніципалітети
- Бринціо
- Кунардо
- Машаго-Примо
- Ранчіо-Валькувія
- Вальганна